# Phytophthora ramorum

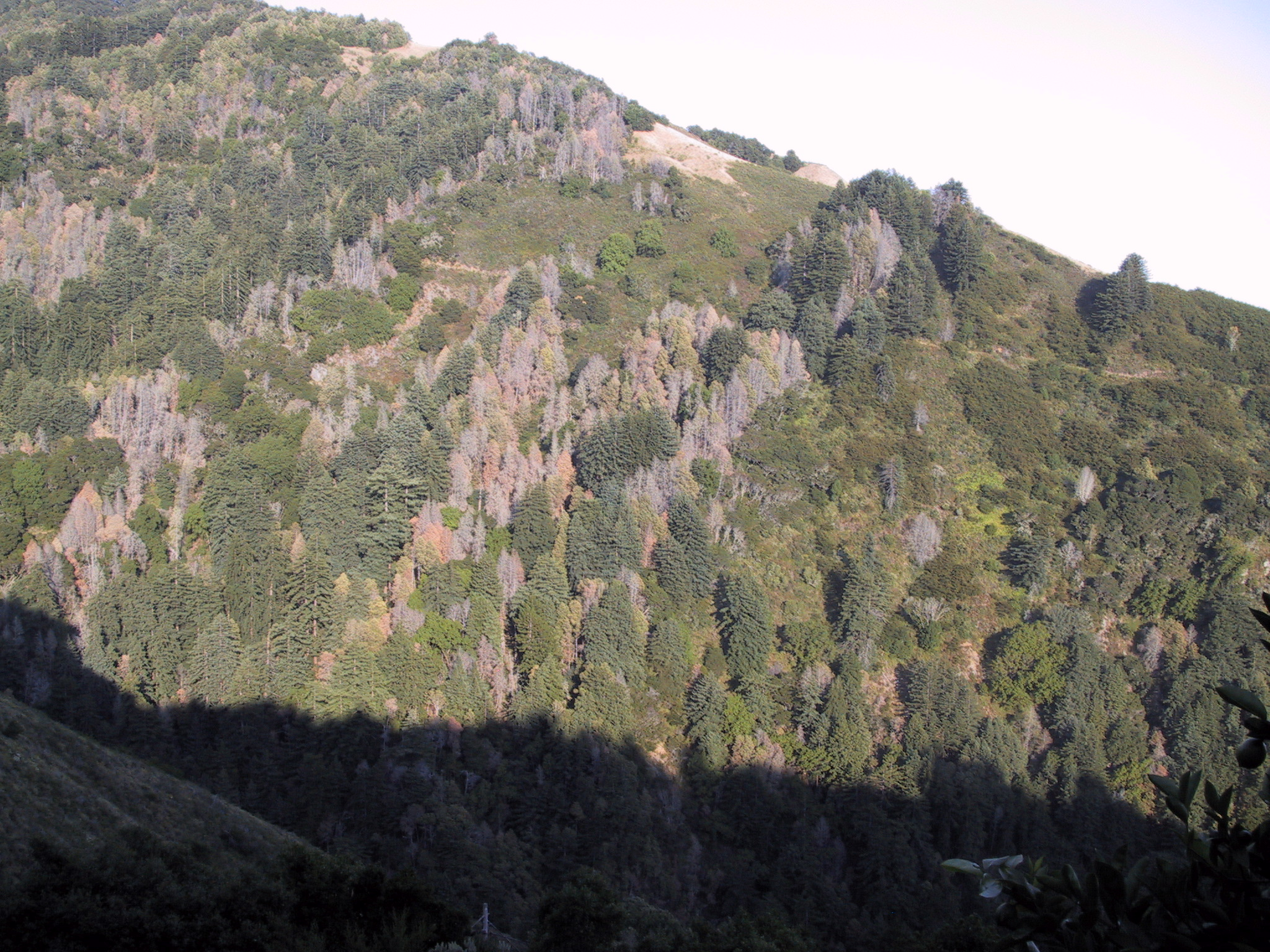
Una ladera en Big Sur, California, devastada.

Phytophthora ramorum es un protista de la clase Oomycetes que produce la infección denominada muerte repentina del roble, que afecta a las especies de roble y a otros árboles y arbustos causando una muerte rápida. También causa una enfermedad no mortal en las hojas de muchas otras plantas tales como rododendros y Umbellularia californica. No existe una cura conocida, pero nuevos estudios muestran que los incendios periódicos ayudan a proteger contra la enfermedad.

## Síntomas
Phytophthora ramorum se descubrió por primera vez en California en 1995, cuando un gran número de robles de la especie Lithocarpus densiflorus murieron misteriosamente y fue descrita como una nueva especie de Phytophthora en 2000. Desde entonces ha sido encontrado en muchas otras áreas, incluyendo Gran Bretaña, Alemania y en otros estados de EE. UU., ya sea por haber sido introducida accidentalmente o estando ya presente pero desapercibida.
En los robles, la enfermedad puede ser reconocida por el marchitamiento de los nuevos brotes y la coloración verde pálido de las hojas más viejas. Después de un período de dos a tres semanas, el follaje se vuelve marrón mientras permanece en las ramas. Puede derramarse savia de color marrón oscuro sobre la parte inferior del tronco y la corteza se puede cuartear y exudar resina, con visible decoloración. El árbol moribundo es entonces atacado por escarabajos y hongos. La muerte del árbol se produce después de más de un año de la infección inicial y meses después de que haya sido infestado por los escarabajos.  Después de que el árbol muera, el próximo año pueden brotar nuevos retoños, pero también morirán pronto.